# Carmen Ferrer
Carmen Ferrer Tatay (født 10. november 1986 i Valencia, Spanien) er en kvindelig spansk fodboldspiller, der har spillet for Primera División (dame)-klubberne Levante UD og Valencia CF.
Hun var en del af det spanske kvindelandshold, der vandt UEFA Women's Under-19 Championship 2004 Hun deltog desuden også i U-20 World Cup 2004 samme år.